# Festival Internacional de Cine del Norte de Chile
El Festival Internacional de Cine del Norte de Chile, también conocido como FICNOR o FICNORTE, es un festival de cine realizado anualmente en la ciudad de Antofagasta, ubicada al norte del país. Su primera versión se llevó a cabo el año 2004 con el nombre de Festival Internacional de Cine de Antofagasta, el que fue modificado a su nombre actual el año 2006.
El Festival es uno de los eventos cinematográficos de mayor relevancia a nivel nacional y el más importante del Norte Grande de Chile, de vasta trayectoria y tradición en Antofagasta, el cual en sus orígenes fue impulsado por la cineasta Adriana Zuanic, fallecida el 2008, y que hoy un grupo de gestores culturales lleva adelante en pro del desarrollo cultural y en honor a la desaparecida realizadora.
Los ganadores de la Competencia del Norte son premiados con el galardón Perla del Norte, mientras que las cintas de las Muestras Nacional e Internacional son honrados con el Premio de la Crítica con el galardón Adriana Zuanic.

## Historia
Entre los años 2002 y 2004, la destacada realizadora antofagastina Adriana Zuanic fue Presidenta de un Proyecto de Fomento de Corfo para incentivar un Polo de Desarrollo Audiovisual en el Norte de Chile en la ciudad de Antofagasta, convirtiéndose en la presidenta de la Corporación para el Desarrollo Audiovisual de Antofagasta. Zuanic, soñaba en convertir el norte de Chile en un gran polo de desarrollo cinematográfico, logrando instaurar la ciudad como una vitrina del trabajo que se produce en la región, proyectándola hacia el mundo y aglutinando la savia joven de realizadores emergentes. Para ello, creía que era necesario generar una discusión en torno a la riqueza de Antofagasta, principalmente de sus locaciones y de su patrimonio, logrando producciones audiovisuales competitivas y consistentes, sembrando de esta manera un legado para las futuras generaciones. Fue así que nació, a través de la Corporación, y con apoyo de fondos públicos y privados, el Primer Festival Internacional de Cine de Antofagasta, llevado a cabo en las dependencias de CineMundo Antofagasta Shopping.

El año 2006, tras la realización de dos ediciones (2004 y 2005), y por diferencias en la organización del festival, la directora abandonó su puesto, siguió su propio camino junto a un sector de la organización, llevando a cabo el Festival Internacional de Cine del Norte de Chile (FICNORTE), bajo la dirección de la propia Zuanic mediante su productora Glocal Films, con fondos públicos y privados, y que incluía extensiones por otras comunas de la región, tales como Calama, Tocopilla, Mejillones y San Pedro de Atacama.
El 26 de octubre de 2008, y tras no resistir la evolución de un trasplante de médula para combatir la leucemia que sufría hace ya algunos años, fallece Adriana Zuanic, por lo que la organización del Festival recae en sus más cercanos colaboradores y equipo de trabajo, siendo traspasado de manera legal el Festival al Periodista y Dramaturgo Pedro A. Zlatar, amigo y mano derecha de Zuanic. Desde entonces, el Galardón Perla del Norte pasó a llamarse Galardón Adriana Zuanic, celebrándose año a año el festival en conmemoración a los deseos de Zuanic de ver convertida a la ciudad de Antofagasta como el polo audiovisual más importante del Norte de Chile.

## Confusión entre FICNORTE y FICIANT
Cabe señalar que, si bien, las dos primeras ediciones mencionadas se realizaron bajo el nombre de "Festival Internacional de Cine de Antofagasta", la organización de FICNORTE, para efectos de conteo en las ediciones de sus festivales, considera a las versiones del 2004 y 2005 como propias (I y II edición). Esto suele llevar a confusión, ya que la otra fracción de la disuelta organización, retomó el año 2007 la realización del Festival Internacional de Cine de Antofagasta -llamado ahora FICIANT-, llevando a cabo este evento cada dos años en la ciudad y de manera paralela y de forma totalmente independiente de FICNORTE, quienes también consideran a sus dos primeras versiones como propias.
Para un mejor entendimiento:
| Año  | FICIANT                              | FICNORTE                             |
| ---- | ------------------------------------ | ------------------------------------ |
| 2004 | 1° Festival (FICIANT 1 o FICNORTE 1) | 1° Festival (FICIANT 1 o FICNORTE 1) |
| 2005 | 2° Festival (FICIANT 2 o FICNORTE 2) | 2° Festival (FICIANT 2 o FICNORTE 2) |
| 2006 |                                      | FICNORTE 3                           |
| 2007 | FICIANT 3                            | FICNORTE 4                           |
| 2008 |                                      | FICNORTE 5                           |
| 2009 |                                      | FICNORTE 6                           |
| 2010 | FICIANT 4                            |                                      |
| 2011 | FICIANT 5                            | FICNORTE 7                           |
| 2012 | FICIANT 6                            | FICNORTE 8                           |
| 2013 |                                      | FICNORTE 9                           |

## Actividades

### Competencia del Norte
Competencia de cortometrajes en los géneros Ficción, Documental y Otras Formas Audiovisuales, destinada a realizadores nacidos o radicados entre la I y IV Región, o bien, realizadores de cualquier lugar de Chile y el mundo que hayan realizado una obra audiovisual cuyas locaciones, por lo menos en un 60%, estén ubicadas en la zona comprendida entre la I y la IV Región. Las obras escogidas son visualizadas y votadas por un jurado calificado.
Los cortometrajes ganadores se hacen acreedores del galardón Perla del Norte además de una importante suma de dinero.

### Muestra de Cine Nacional e Internacional
Este segmento del Festival tiene como objetivo estrenar en Antofagasta y en Chile, largometrajes de ficción, documental y animación nacionales e internacionales. El objetivo de esta muestra es abrir las fronteras a filmes independientes de nuevos o reconocidos realizadores, generando espacios para que el público tenga la oportunidad de apreciar la más amplia gama de lenguajes cinematográficos.
Los participantes de la Muestra de Cine Internacional y Nacional del Festival, son galardonados a través del "Premio del Público" a la película con mejor taquilla del Festival. El film favorecido y su director reciben el galardón Adriana Zuanic.
Las obras son escogidas para participar de este segmento del Festival, a través de una curatoría de la Dirección del Festival.

### Premio de la Crítica
Un jurado especializado de crítica regional es el encargado de premiar con el galardón Adriana Zuanic a la mejor cinta de la Muestra Nacional e Internacional.

### Foros, charlas y debates
El programa del Festival también incluye la realización de foros, charlas y debates, en el que participan los realizadores, jurados e invitados al Festival, ocasión en la que se trata un tema en específico y el público asistente tiene la posibilidad de interactuar con los invitados.

### Itinerancia Nacional
El Festival realiza una extensión de sus exhibiciones por un día, en la semana posterior al Festival, en las ciudades de San Pedro de Atacama, Sierra Gorda, María Elena, Baquedano, Tocopilla, Mejillones y Taltal, cumpliendo con el objetivo de fomentar el polo de desarrollo audiovisual del Norte Grande de Chile. Generalmente, las películas escogidas para esta itinerancia son las cintas premiadas, tanto por el jurado de la Competencia del Norte como las de la Muestra Nacional e Internacional.

### Itinerancia Internacional
Desde el año 2011, el Festival lleva a cabo una extensión en ciudades con las que ha establecido estrechos vínculos, exhibiendo material audiovisual de sus distintas muestras. A la fecha, FICNOR ha estado presente en Cochabamba y La Paz de Bolivia, sumando desde el año 2013 a Tarija y las provincias argentinas de Salta y Jujuy.

## Ediciones
El festival se realiza anualmente durante una semana del segundo semestre de cada año, normalmente durante el mes de agosto.
| Edición | Fecha         | Año  | Ganadora internacional | Ganadora nacional          | Ref.   |
| ------- | ------------- | ---- | ---------------------- | -------------------------- | ------ |
| 1.ª     | 27/07 - 31/07 | 2004 | Suite Habana           | ---                        | [ 5 ]  |
| 2.ª     | 02/08 - 06/08 | 2005 | Whisky                 | ---                        | [ 6 ]  |
| 3.ª     | 01/08 - 05/08 | 2006 | El Comité              | ---                        | [ 7 ]  |
| 4.ª     | 07/08 - 11/08 | 2007 | ---                    | Malta con Huevo            | [ 8 ]  |
| 5.ª     | 05/08 - 09/08 | 2008 | Satanás                | 199 Recetas Para Ser Feliz | [ 9 ]  |
| 6.ª     | 04/08 - 08/08 | 2009 | El Bosque              | La Nana                    | [ 10 ] |
| 7.ª     | 18/01 - 22/01 | 2011 | ---                    | Mi Vida con Carlos         | [ 11 ] |
| 8.ª     | 06/08 - 11/08 | 2012 | ---                    | Hija                       | [ 12 ] |
| 9.ª     | 23/09 - 28/09 | 2013 |                        |                            | [ 13 ] |

## Sedes
Las sedes oficiales del festival son las siguientes:
- Teatro Municipal de Antofagasta
- Cine Hoyts Mall Plaza Antofagasta
- Sucre 444

Anteriores sedes:
- Auditorio Ministerio de Obras Públicas de Antofagasta
- Aula Magna Mario Bahamonde de la Universidad de Antofagasta
- Centro Cultural Estación Antofagasta
- Anfiteatro Ruinas de Huanchaca
- Salón Auditorio Balmaceda Arte Joven Sede Antofagasta
- CineMundo Antofagasta Shopping